# Arrondissement di Vouziers
L'arrondissement di Vouziers è un arrondissement dipartimentale della Francia situato nel dipartimento delle Ardenne, nella regione Grand Est.

## Storia
Fu creato nel 1800 sulla base dei preesistenti distretti.

## Composizione
L'arrondissement è composto da 123 comuni raggruppati in 8 cantoni:
- cantone di Attigny
- cantone di Buzancy
- cantone di Grandpré
- cantone di Le Chesne
- cantone di Machault
- cantone di Monthois
- cantone di Tourteron
- cantone di Vouziers